# Monumento del Llano Amarillo

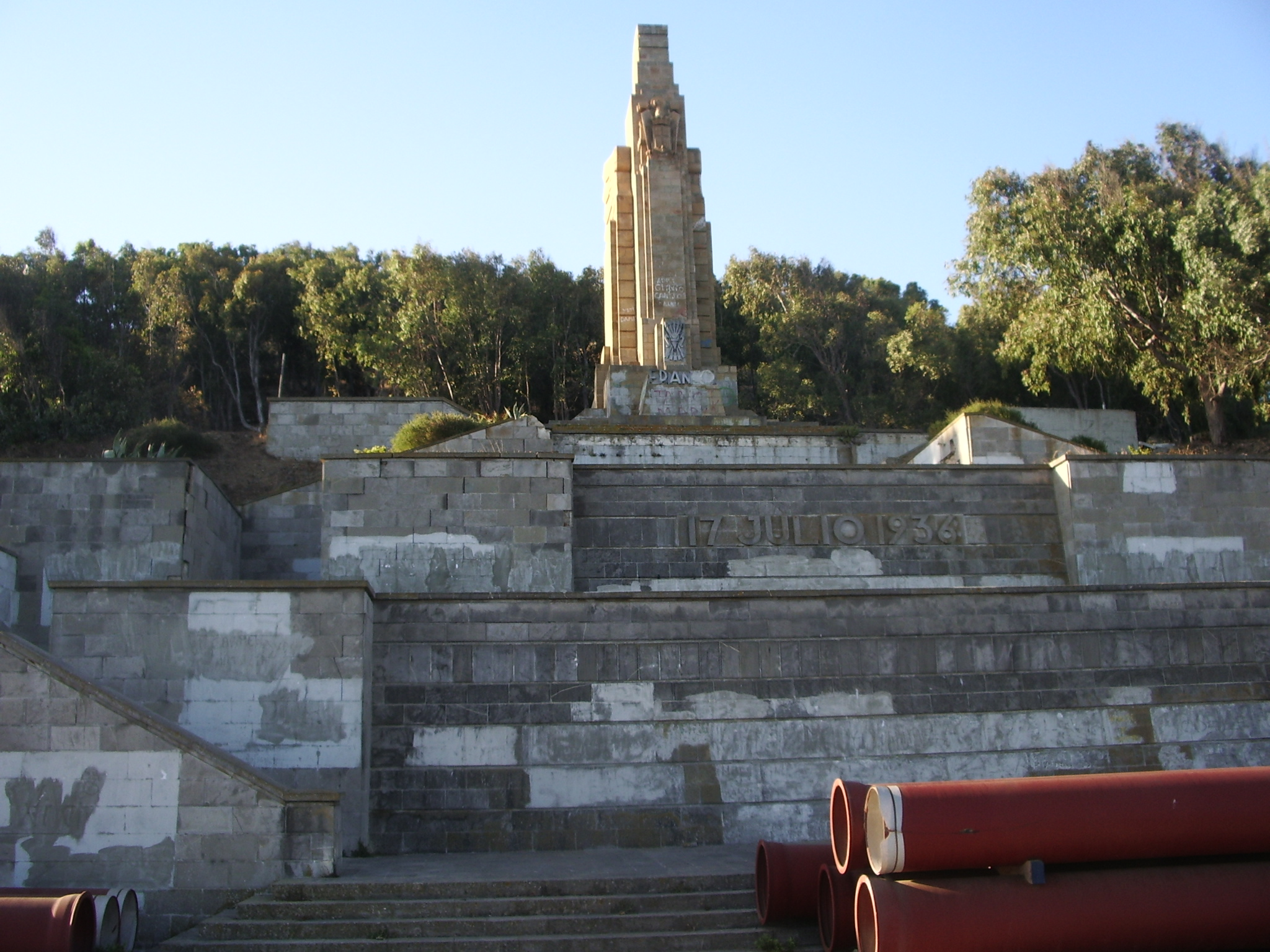
Monumento del Llano Amarillo

Monumento del Llano Amarillo je památník ve španělské severoafrické exklávě Ceuta stojící na úpatí Monte Hacho. Památník vysoký patnáct metrů sem byl přenesen v roce 1962 a je jedním z mála sochařských děl, která připomínají vítězství nacionalistů ve
španělské občanské válce.

## Historie

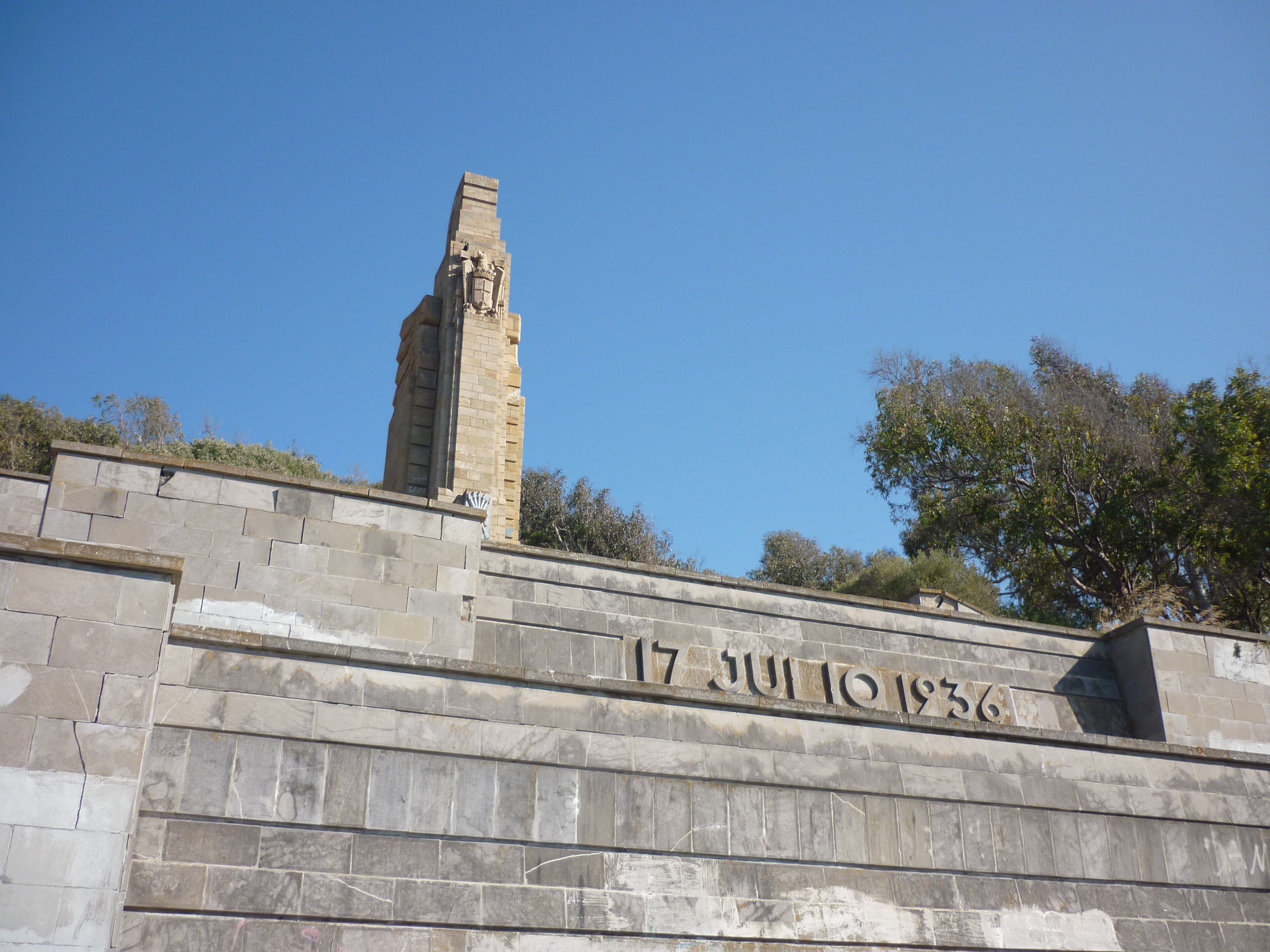
17. července 1936 začal státní převrat, který vyústil ve Španělskou občanskou válku.

Památník znázorňuje přísahu před bitvou složenou vzbouřenými důstojníky pod vedením Juana Yagüe. Byl odhalen 13. července 1940 v Llano Amarillo v tehdejším protektorátu Španělské Maroko. V důsledku vzniku nezávislého Maroka byl památník v roce 1962 kámen po kameni rozebrán a znovuvybudován v Ceutě.